# Gheorghe Calcișcă
Gheorghe Calcișcă (nascido em 10 de janeiro de 1935) é um ex-ciclista romeno. Competiu como representante de seu país na prova de estrada individual nos Jogos Olímpicos de Verão de 1960 em Roma.